# L'ultimo uomo
L'ultimo uomo (The Last Man) è un romanzo apocalittico di Mary Shelley, pubblicato nel 1826. Oggi è considerato uno dei più importanti romanzi dell'autrice dopo Frankenstein, e una delle opere antesignane della moderna fantascienza. Narra della fine dell'umanità a causa della peste.
Il romanzo è interessante anche per i ritratti semi-autobiografici dei poeti romantici presenti nel circolo di Shelley, in particolare Percy Bysshe Shelley e Lord Byron.

## Trama
Nella cornice letteraria, Mary Shelley afferma di avere scoperto nell'anno 1818, nella grotta della Sibilla vicino a Napoli, una raccolta di scritti profetici scritti su fogli da parte della Sibilla Cumana. Dice di aver riordinato e raccolto questi scritti e di averli trasformati nel romanzo immaginato come la narrazione in prima persona di un uomo che vive alla fine del XXI secolo.

### Volume 1
Il padre di Lionel Verney, il protagonista narrante, era un amico del re d'Inghilterra, prima di essere allontanato a causa della sua passione per il gioco. 
Il padre di Lionel, umiliato, decide di togliersi la vita, ma prima lascia una lettera per il re in cui lo implora di prendersi cura della sua famiglia dopo la sua morte. 
Ma dopo la morte del padre di Lionel la lettera non viene consegnata, così Lionel e sua sorella Perdita crescono senza nessun sostegno fino a diventare asociali. 
Lionel matura anche un sordo odio verso la famiglia reale. 
Quando nel 2073 il re abdica, si crea una repubblica, e la contessa di Windsor, membro della famiglia reale, tenta di far salire al trono suo figlio, Adrian; ma Adrian, deludendo la madre, si oppone e si rifiuta di salire al trono. 
Adrian allora si trasferisce a Cumberland, dove Lionel, che serba ancora rancore contro Adrian e la sua famiglia per l'abbandono della famiglia Verney, decide di opporsi ad Adrian. Ma Lionel viene ricondotto alla ragione dalla natura buona di Adrian e dalla sua spiegazione che solo recentemente aveva scoperto la lettera. Lionel e Adrian diventano amici stretti, e Lionel diventa posato e filosofo, sotto l'influenza di Adrian.
Lionel ritorna in Inghilterra per affrontare le turbolenze personali tra i suoi conoscenti. 
Il signor Raymond, che è diventato famoso per le sue imprese nella guerra tra Grecia e Turchia, è tornato in Inghilterra in cerca di una posizione politica, e presto le due damigelle di corte Perdita, sorella di Lionel, ed Evadne, principessa greca, s'innamorano di lui. 
Scoprendo che la sua amata, Evadne, s'è innamorata di Raymond, Adrian va in esilio, probabilmente impazzito.
Raymond intende sposare Idris, sorella di Adrian (di cui invece è Lionel a essere innamorato), come primo passo per diventare re, con l'aiuto della contessa. Tuttavia, Raymond sceglie in ultima analisi il suo amore per Perdita, preferendola alla sua ambizione, e i due si sposano. 
Sotto le cure di Lionel, la salute di Adrian migliora, anche se egli rimane fisicamente debole. Nonostante le pressioni per celebrare un matrimonio per convenienza politica, Idris e Lionel, innamorati, fuggono insieme, sposandosi poco dopo. La contessa di Windsor parte per l'Austria, risentita per il comportamento dei suoi figli e di Lionel.
Adrian e gli altri vivono felicemente insieme, fino a quando Raymond assume il titolo di Lord Protettore. Perdita si adegua presto alla sua posizione sociale ritrovata, mentre Raymond comincia a esser benvoluto, come benevolo amministratore. Scopre però che Evadne, dopo la rovina politica e finanziaria del marito (a causa delle sue trame politiche), vive in povertà a Londra, non volendo chiedere assistenza. 
Raymond cerca di sostenere Evadne utilizzando le sue abilità artistiche in segreto, e successivamente la cura durante la malattia, ma, avendo Perdita scoperto il loro rapporto, ella sospetta l'infedeltà del marito. A destare i suoi sospetti è la natura orgogliosa e appassionata di Raymond, quale si dimette e lascia la sua posizione per tornare a combattere in Grecia, accompagnato per un certo periodo da Adrian. 
Poco dopo Adrian fa ritorno in Inghilterra ferito, mentre corrono voci che dicono che Raymond è stato ucciso.
Perdita, fedele nonostante tutto, convince Lionel a portarla in Grecia per cercarlo.

### Volume 2
Raymond, in un primo momento fatto prigioniero, viene liberato dai turchi per paura di ritorsioni. Lionel e Raymond poi tornano a combattere e vanno a Costantinopoli. Lionel scopre Evadne, morente per le ferite ricevute in guerra. 
Prima di morire, Evadne profetizza la morte di Raymond, una profezia che conferma i sospetti di Raymond, il quale intende entrare a Costantinopoli, in disaccordo con gli altri ufficiali che hanno sempre più notizie di casi di peste. Raymond pertanto entra in città solo, ma muore presto in un incendio.
Viene sepolto ad Atene.
Nel 2092, mentre Lionel e Adrian tentano di tornare a una vita normale, la peste continua a diffondersi in tutta Europa e nelle Americhe, diffondendo un panico cupo in tutto il mondo. 
In un primo momento si crede che l'Inghilterra sia al sicuro, ma ben presto la peste giunge anche lì. 
Ryland, recentemente eletto nuovo Lord Protettore, è impreparato per la peste, e fugge preso dal panico verso settentrione, per poi morire, solo, in mezzo a una scorta di viveri.
Adrian prende il comando e cerca con un certo successo di mantenere l'ordine e l'umanità in Inghilterra, anche se la peste infuria, un'estate dopo l'altra.

### Volume 3
I pochi superstiti decidono di abbandonare l'Inghilterra, alla ricerca di un clima più favorevole.
Lionel e Idris viaggiano attraverso una bufera di neve per aiutare Lucy, ma Idris, debole per anni di angosce e le paure della madre, muore lungo la strada. Lionel e la contessa, che aveva evitato Idris e la sua famiglia per il risentimento ch'essi provavano nei suoi confronti, si riconciliano sulla tomba di Idris.
Lionel recupera Lucy (la cui madre è morta), e parte per raggiungere Dover alla volta della Francia.
In Francia, Adrian scopre che gli emigrati che li hanno preceduti si sono divisi in fazioni, tra cui una fanatica setta religiosa, guidata da un falso messia che afferma che i suoi seguaci saranno salvati dalle malattie. 
Adrian riesce a unire la maggior parte delle fazioni, ma quest'ultimo gruppo dichiara la sua violenta opposizione allo stesso Adrian. 
Lionel s'introduce di nascosto in Parigi, dove il culto s'è stabilito, per cercar di salvare Juliet, la quale si rifiuta di andarsene, perché l'impostore ha nelle sue mani il suo bambino, ma Lionel aiuta tutt'e due a fuggire. Più tardi, quando il bambino di Juliet si ammala, Juliet scopre che l'impostore ha nascosto gli effetti della peste ai suoi seguaci.
Juliet viene uccisa, dopo di che l'impostore si uccide e i suoi seguaci superstiti, infine liberi, si riuniscono al gruppo principale di esuli, che si trovano a Versailles.
Il viaggio degli esuli prosegue verso la Svizzera, nella speranza di passar l'estate in un clima più freddo, meno favorevole alla peste. 
Nel momento in cui raggiungono la Svizzera, tuttavia, tutti tranne quattro (Lionel, Adrian, Clara ed Evelyn) muoiono.
I quattro trascorrono qualche stagione relativamente felice in Svizzera, a Milano e a Como, prima che Evelyn muoia di tifo. 
I superstiti tentano di navigare attraverso il Mare Adriatico fino in Grecia, ma una tempesta improvvisa fa morire Clara e Adrian. 
Lionel, l'ultimo uomo, nuota fino a riva. S'incammina e giunge fino a una Roma totalmente deserta, dove decide di riprendere il mare, in fuga da una vita ormai intollerabile. La storia finisce nel 2100.

## Personaggi
- Lionel Verney, l'ultimo uomo. Figlio orfano di un nobile decaduto, Lionel è originariamente senza legge, arrogante e risentito verso la nobiltà per il suicidio di suo padre. Quando fa amicizia con Adrian, tuttavia, egli riabbraccia la civiltà e in particolare lo studio. Verney è in gran parte un personaggio autobiografico, ricalcato sulla personalità di Mary Shelley.
- Adrian, conte di Windsor. Figlio dell'ultimo re d'Inghilterra, Adrian abbraccia i princìpi repubblicani. È motivato dalla filosofia e dalla filantropia, piuttosto che dall'ambizione. È ricalcato sulla personalità di Percy Bysshe Shelley.
- Lord Raymond, un nobile giovane e ambizioso. Raymond diventa famoso per il suo impegno militare a favore della Grecia contro i turchi, ma infine sceglie l'amore, superando la sua ambizione di diventare re d'Inghilterra. Diventa invece Lord Protettore d'Inghilterra prima di tornare in Grecia. Raymond è motivato dalla passione e dall'ambizione piuttosto che dai princìpi. È ricalcato sulla personalità di Lord Byron.
- Perdita, sorella di Lionel e moglie di Raymond. Cresciuta orfana, Perdita è indipendente, diffidente e orgogliosa, ma è addolcita dall'amore per Raymond, al quale è ferocemente leale.
- Idris, sorella di Adrian e moglie di Lionel Verney. È amorevole, materna e pronta al sacrificio.
- La contessa di Windsor, madre di Adrian e d'Idris, una principessa austriaca e regina d'Inghilterra. È altèra e ambiziosa, e ordisce cabale per ripristinare la monarchia attraverso i suoi figli.
- Evadne, una principessa greca della quale Adrian s'innamora, ma che ama Raymond. È forte e fiera, anche quando diviene povera.
- Clara, figlia di Raymond e Perdita.
- Alfred e Evelyn, figli di Lionel Verney e Idris.
- Ryland, capo del partito popolare democratico. Ryland ha grandi progetti per l'abolizione della nobiltà prima della peste, ma non è disposto a governare in Inghilterra durante la peste.
- Merrival, un astronomo che è ignaro della peste ma che invece specula sulla condizione di terra dal suo tempo fino ai 6000 anni successivi, fino al giorno in cui lui e la sua famiglia muoiono per la malattia.
- Lucy Martin, una giovane donna che ha scelto di sposare un corteggiatore ripugnante, piuttosto che aspettare il suo vero amore, al fine di garantire un sostentamento per la sua anziana madre.
- L'innominato Impostore, un falso profeta (per ambizione, più che per fanatismo) che crea una setta religiosa in radicale opposizione a Adrian mentre si trova in Francia.
- Juliet, una giovane nobildonna che si unisce al partito dell'impostore al fine di sostenere il suo bambino, ma poi è uccisa quando rivela la sua impostura.

## Pubblicazione e critiche
Due edizioni del romanzo furono pubblicate da Henry Colburn a Londra nel 1826; un'altra edizione fu pubblicata a Parigi nello stesso anno dal Galignani. Un'edizione pirata fu poi stampata in America nel 1833.
L'ultimo uomo ottenne le critiche più sfavorevoli di tutte le opere di Mary Shelley: molti lo derisero, The Wasp annunciò l'opera direttamente col titolo L'ultima donna e The Montly Review la definiva "il prodotto di un'immaginazione malata e di un gusto assolutamente corrotto". Mary Shelley si promise così che il suo successivo romanzo avrebbe avuto un successo maggiore. Nonostante tutto, l'autrice in séguito lo definì uno dei suoi migliori romanzi.
L'ultimo uomo non fu ripubblicato fino al 1965, e oggi sta ricevendo nuove attenzioni da parte della critica.

## Edizioni
(elenco parziale)
- Mary Shelley, L'ultimo uomo, traduzione di Maria Felicita Melchiorri, prima edizione, collana Classici Giunti, Giunti, 1997,  pp. 466, capp. XXX, ISBN 88-09-21110-3.
- Mary Shelley, L'ultimo uomo, traduzione di Lucia Cambria, collana Damnatio Memoriae, Arbor Sapientiae Editore, 2020 Roma, pp. 330, capp. XXX, ISBN 978-88-31341-32-5.
- Mary Shelley, L'ultimo uomo, traduzione di Silvia Cecchini, Parole d'Argento Edizioni, 2020 Torrazza Piemonte (TO), pp. 298, capp. XXX, ISBN 978-16-6018-71-71.